# Bhrikuti
Bhrikuti Devi  is in de klassieke Tibetaanse geschiedschrijving een Nepalese prinses uit het koninkrijk Licchavi en dochter van koning Amshuvarma.
Bhrikuti was in die geschiedschrijving  een van de twee belangrijkste vrouwen van de Tibetaanse koning Songtsen Gampo ( 605-650), naast de Chinese prinses Wencheng. Ze was een overtuigd boeddhist en in de iconografie wordt haar vooral het aspect van de groene Tara toegeschreven.
Het historisch bestaan van Bhrikutu is op zijn minst omstreden. Haar naam wordt voor het eerst in Tibetaanse bronnen genoemd in het Pilaar-Testament, en tekst die uit het eind van de elfde eeuw dateert. 